# یزدلان
یزدلان روستایی در دهستان کویر بخش کویرات شهرستان آران و بیدگل استان اصفهان ایران است.
در شش کیلومتری ابوزیدآباد و حدود ۳۰ کیلومتری جنوب شرقی کاشان.
زبان اول مردم یزدلان گویش بیذوی است که همان زبان مردم ابوزیدآباد است.

## جمعیت
بر پایه سرشماری عمومی نفوس و مسکن در سال ۱۳۹۵ جمعیت این روستا ۲۶۵ نفر (۸۳خانوار) بوده‌است.

## وجه تسمیه
نام این روستا در زبان بیذوی «یَلو» (Yaloo) است. یلو در زبان بیذوی به معنی یلان یا پهلوانان است.

## جغرافیا
آب روستای یزدلان برای قرنها از قناتی تأمین می‌شد که از جنوب روستا سرچشمه می‌گرفت و به روستا ختم می‌شد. با پایین رفتن سطح آب زیرزمینی در این منطقه، آب این قنات خشک شد و هم‌اکنون آب روستا از چاه آب تأمین می‌شود.
روستای یزدلان دو مسجد و یک امامزاده است. تنها مدرسه این روستا که یک مدرسه ابتدایی است سه کلاس دارد و دانش اموزان همه مقاطع ابتدایی در همان کلاس‌ها و همزمان درس می‌خوانند؛ و نیز پیش دبستان نیز در همان مدرسه برگزار می‌شود. برای تحصیل در مقاطع بالاتر، دانش اموزان به ابوزیدآباد می‌روند.